# Lei Rivadávia Corrêa
A Lei Rivadávia Corrêa, também conhecida como Reforma Rivadávia Corrêa, refere-se à lei orgânica do ensino superior e do ensino fundamental no Brasil. Foi instituída pelo decreto  n° 8.659, de 5 de abril de 1911, no governo Hermes da Fonseca, quando o ministro do Interior era Rivadávia Corrêa.
O decreto inspirava-se em princípios positivistas - dos quais tanto Hermes da Fonseca quanto Riadávia eram adeptos - e suprimia exigências quanto aos exames de ingresso e à frequência a aulas. Além disso, o Estado deixava de ter a competência exclusiva de criar instituições de ensino superior e de validar diplomas. Segundo escreveu um crítico, a reforma Rivadávia "vem envolvida na roupagem compósita do liberalismo político e do positivismo ortodoxo, e arrasta o Estado, francamente, para o caminho da abstenção. Não se fiscalizam as escolas; não há exames oficiais; entra em eclipse a prova de capacidade para o exercício profissional."  